# بلبل تایوانی

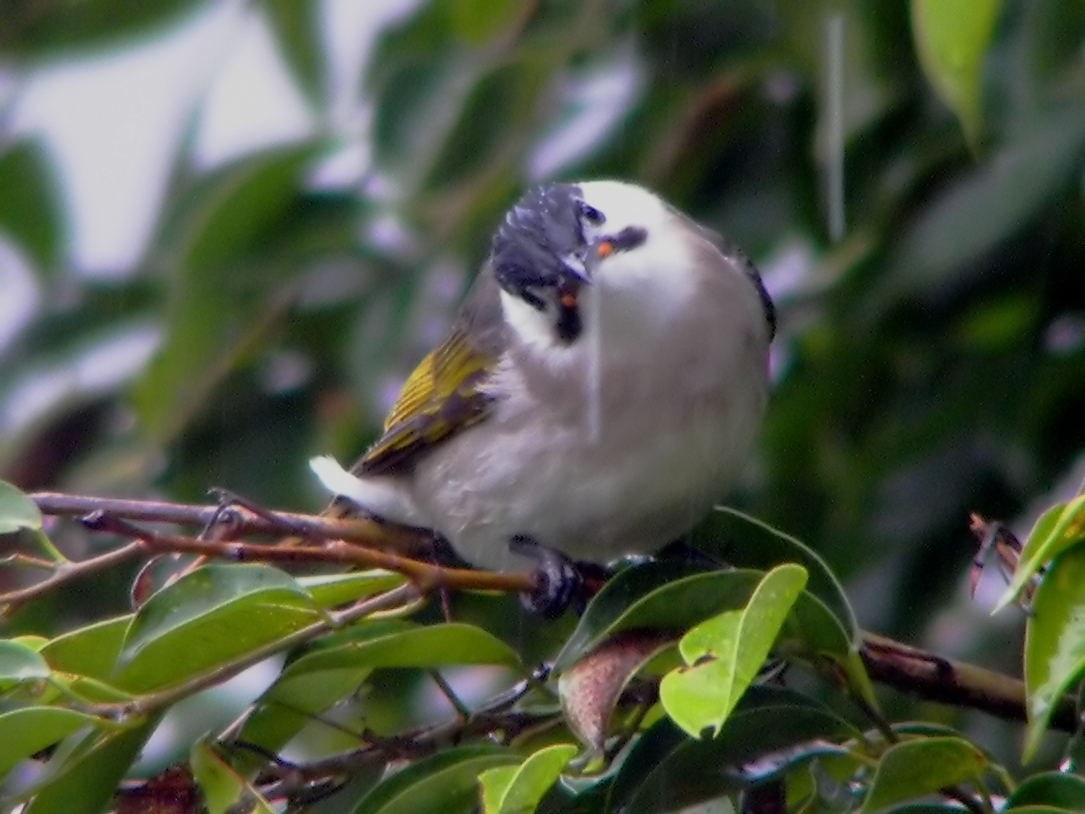

بلبل تایوانی (نام علمی: Pycnonotus taivanus) پرندهای از خانوادهٔ بلبلان است. این پرنده تفاوت‌های زیادی با دیگر خویشاوندانش یعنی کلاغها و زاغ‌ها دارد؛ از جمله زمین‌زی بودن به‌طوری‌که حتی در هنگام احساس خطر نیز دویدن را به پرواز ترجیح می‌دهد، داشتن صدای خوش و رنگ نخودی مایل به قهوه‌ای.
بلبل تایوانی پرنده‌ای زیرک و تا حدودی مخفی کار است و این امر مشاهده آن را در طبیعت با مشکل مواجه می‌سازد. از طرفی هماهنگی کامل رنگ پروبال این پرنده با محیط زیست آن و نیز عدم پرواز در ارتفاع بالا، امکان مشاهده آن را در زیستگاه‌های طبیعی‌اش کاهش می‌دهد. از این‌رو باور عمومی این است که این پرنده از جمعیت و تراکم نسبتاً پایینی برخوردار است.

## ویژگی‌های جسمی

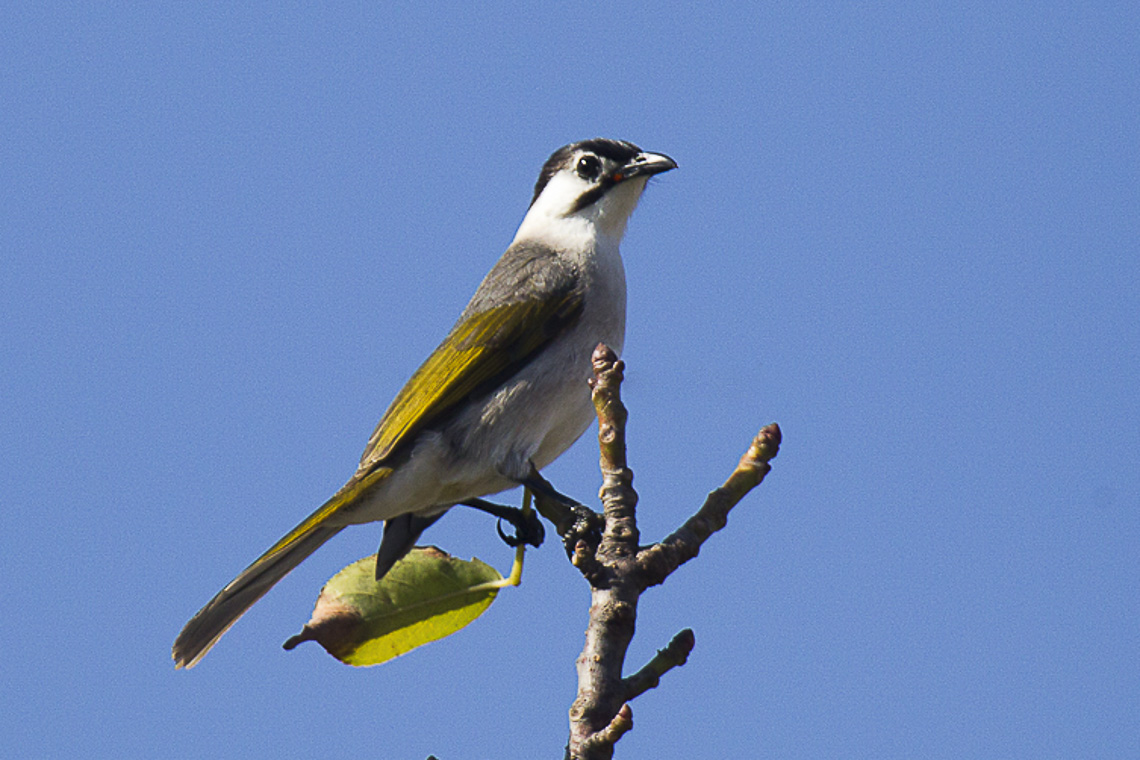

بلبل تایوانی ۲۵ سانتیمتر طول دارد و طول پای آن به ۴۱ میلی‌متر می‌رسد. تارک سر و نوکش سیاه و بلند با اندکی خمیدگی رو به پایین است. رنگ بدن و سینه‌اش سفید متمایل به طوسی و خاکستری است، صورت کمرنگ‌تر و از پایهٔ نوک تا چشم‌ها لکه سیاه‌رگه مانند دیده می‌شود. بال‌ها پهن با دو رنگ نخودی در سمت بازوی بال و سبز مغز پسته ای در نوک بال که در پرواز مشخص می‌شوند. پاهای آن بلند و برای دویدن در بیابان تکامل یافته‌است. در واقع بیشتر به هدهد و چکاوک هدهدی شبیه‌است تا بلبل‌ها.

## رفتار
این پرنده در زمان خطر روی زمین و لابه لای بوته‌ها به‌طور زیگزاگی می‌دود و سرعت دویدن آن حدود ۲۰ کیلومتر در ساعت است. بلبل تایوانی پروازهای بلند و طولانی ندارد و معمولاً در ارتفاع پایین‌تر از ۱۰ متر پرواز می‌کند و در موقع نشستن فاصله‌ای طولانی را می‌دود. جوجه آن زمانی که احساس خطر کند در لانه بی‌حرکت می‌ماند یا اگر از آشیانه خارج شده باشد، خود را در میان بوته‌ها مخفی می‌کند. این پرنده قبل از ورود به آشیانه خوب اطراف را زیر نظر می‌گیرد تا با ورودش به آشیانه جوجه‌ها به خطر نیافتند. همچنین معمولاً پدر و مادر توجه دشمنان را به خود جلب می‌کنند تا خطری جوجه‌ها را تهدید نکند. پرنده نر و ماده هر دو آواز خوانند و در فصل زادآوری بر سرشاخه بوته‌های بلند به‌ویژه قیچ نشسته و با صدای بلندی آواز بلندی سر می‌دهند. این آواز یکنواخت بوده و به صورت Trrr Trrrr Trrrr شنیده می‌شود.